# 唐在賢
唐在賢（1887年？月？日—？年？月？日），字仲希，江蘇省松江府上海縣人，宣統二年工科進士，曾留學日本東京高等工業學校（《上海縣續志》作名古屋高等工業學校）土木科。

## 生平
宣統二年(1910年)九月二日，內閣奉上諭：唐在賢著賞給工科進士。
宣統三年(1911年)，授職翰林院庶吉士。
民國6年（1917年）12月20日，派充交通部鐵路技術委員會會員 。
民國22年（1933年）3月31日，任江蘇省土地局技正 。
民國23年（1934年）1月17日，免江蘇省土地局技正，另候任用 。
民國24年（1935年）3月27日，任全國經濟委員會水利處技正 。
民國26年（1937年）3月4日，呈請辭職全國經濟委員會水利處技正 。